# Fernando Barbosa Lima
Fernando Horácio Pereira Barbosa Lima, conhecido como Fernando Barbosa Lima (Rio de Janeiro, 8 de novembro de 1933 — Rio de Janeiro, 5 de setembro de 2008) foi um jornalista brasileiro. Era filho de Barbosa Lima Sobrinho.
Dirigiu as redes de televisão Excelsior, Manchete e Bandeirantes e presidiu por duas vezes a TVE Brasil, do Rio de Janeiro.
Exerceu o cargo de presidente do Conselho Deliberativo da Associação Brasileira de Imprensa.

## Carreira
Fernando Barbosa Lima teve uma carreira marcada pela vanguarda e inovação. Criou mais de 100 programas de TV.
Entre os programas que criou e dirigiu se destacaram o Jornal de Vanguarda, O Advogado do Diabo, Preto no Branco, Em Poucas Palavras, Encontro com a Imprensa, O Grande Júri, Abertura, Sem Censura, Canal Livre, Conexão Internacional, Diálogo, Persona, Cara a Cara com Marília Gabriela, Programa de Domingo, Primeiro Time com Ronaldo Rosas.
Fernando Barbosa Lima começou a trabalhar aos 19 anos como desenhista da Standard Propaganda. Dois anos mais tarde entrou para o jornal O Tempo, de São Paulo. Aos 22 anos dirigiu seu primeiro programa de televisão, na TV Rio.
Depois que a Censura Federal tornou impossível a continuação do Jornal de Vanguarda, se quisesse manter sua linha opinativa e independente, Barbosa Lima abandonou temporariamente a televisão para fundar a revista Esquire. Voltou para a TV na Tupi com o corajoso Abertura, que em plena ditadura entrevistava políticos e ex-dissidentes, aproveitando-se do processo de abertura política propagandeado pelo Governo Militar. Roberto D'Ávila já trabalhara com ele na primeira edição do programa Canal Livre, que foi ao ar em 1973 na TV Bandeirantes, e continuou com uma parceria que se repetiria em programas semelhantes ao Abertura que Barbosa Lima traria para as emissoras em que trabalhou - Canal Livre, da TV Bandeirantes, Diálogo, Conexão Internacional e Persona, na TV Manchete.
Fernando Barbosa Lima deixou temporariamente a televisão para abrir uma agencia de propaganda chamada Esquire. Mas a própria agência passou a produzir, depois, um programa na TV Itacolomi cujo formato antecipou o Fantástico da Rede Globo, A Noite é da Guanabara, dirigido por Borjalo e exibido nas noites de domingo em Minas Gerais.
Foi responsável por um grande sucesso de crítica da primeira fase da TV Manchete, que queria atingir um público das classes A e B, o documentário em série Xingu.
Dirigiu a TV Excelsior, a TV Bandeirantes, a Rede Manchete. Foi presidente da TVE do Rio três vezes.

## Programas
Fernando Barbosa Lima criou os seguintes programas:
- Cruzeiro Musical, 1957, TV Rio, apresentado por César Ladeira
- Preto no Branco, 1957, TV Rio, apresentado por Sargentelli
- Pingos nos iii..., 1957, TV Record, apresentado por Sargentelli
- Em Poucas Palavras, 1958, TV Rio, apresentado por Sargentelli
- Ponto & Contraponto, 1958, TV Tupi, apresentado por Jacinto de Thormes
- Depois do Sol, 1958, TV Rio, apresentado por Ibrahim Sued
- Coisas do Norte, 1958, TV Continental, apresentado por Gilvan Chaves
- B. Moreira é o seu Programa, 1959, TV Tupi, apresentado por Luís Jatobá
- Gente, 1959, TV Tupi, apresentado por Correia de Araújo
- FNV Show, 1959, TV Tupi, apresentado por Carlos Spera
- Aquarela do Brasil, 1959, TV Tupi, apresentado por Ari Barroso
- Os 10 Mais, 1960, TV Tupi, apresentado por Correia Araújo
- Big Lar Show, 1960, TV Rio, apresentado por Heron Domingues e Carlos Thiré
- Rio, Gosto de Você, 1960, TV Rio, apresentado por Antônio Maria
- Asfalto Selvagem, 1960, TV Rio, de Nelson Rodrigues
- 25ª Hora, 1961, TV Rio, apresentado por Milton Fernandes
- A Noite é da Guanabara, 1961, TV Itacolomi, apresentado por Elizabeth Gasper, Sargentelli e Lamartine Babo
- Diário de um Repórter, 1961, TV Tupi, apresentado por Alberto Cury
- Líder em Preto-e-Branco, 1961, TV Rio, apresentado por Sargentelli
- Jornal da Cidade, 1962, TV Excelsior, apresentado por Ibrahim Sued, Oswaldo Cozzi
- Jornal Feminino, 1962, TV Excelsior, apresentado por Gilda Muller
- Jornal de Vanguarda, 1962, TV Excelsior, apresentado por Cid Moreira, entre outros
- Bolas Brancas e Pretas, 1962, TV Excelsior, apresentado por Ibrahim Sued
- Do Ponto de Vista Nacional, 1962, TV Excelsior, apresentado por Villas-Bôas Corrêa
- Play Boy, 1963, TV Excelsior, com Betty Faria e Odete Lara
- Encontro com a Imprensa, 1963, TV Excelsior, apresentado por Tarcísio Hollanda
- Os 7 Pecados Capitais, 1963, TV Excelsior, apresentado por Ronaldo Bôscoli, Miéle e Odete Lara
- Patrulha da Cidade, 1965, TV Tupi, com José Lewgoy e Célio Moreira
- Noite de Gala, 1966, TV Globo, apresentado por Ilka Soares
- Anatomia de um Crime, 1966, TV Continental, apresentado por Cid Moreira
- Canal Livre, primeira fase, 1973, TV Bandeirantes, apresentado por Roberto D'Ávila
- Primeira Página, 1974, TVE Rio, apresentado por Tereza Fernandes Raw
- Programa 1974, TVE, apresentado por Neila Tavares
- Os Mágicos, 1974, TVE, apresentado por Araken Távora
- Os Astros, 1974, TVE, apresentado por Jalusa Barcelos
- Programa 1975, TVE, apresentado por Neila Tavares
- O Advogado do Diabo, 1976, TVE, apresentado por Sargentelli
- Sem Censura, primeira fase, 1976, TVE, apresentado por Tereza Muniz
- Interiores, 1978, TVE, apresentado pelo psicanalista Eduardo Mascarenhas
- A Voz do Trovão, 1978, TVE, apresentado por Sargentelli
- Abertura, segunda fase, 1979, TV Tupi apresentado por Roberto D'Ávila
- Boa Noite Brasil, 1981, TV Bandeirantes, apresentado por Flávio Cavalcanti
- Canal Livre, segunda fase, 1981, TV Bandeirantes, apresentado por Roberto D'Ávila
- Manchete Esportiva, 1983, TV Manchete, apresentado por Márcio Guedes
- Xingu, 1983, TV Manchete, apresentado por Almir Sater
- Terra Mágica, 1983, TV Manchete, apresentado por Angélica
- Leitura Dinâmica, 1983, TV Manchete, apresentado por Carlos Bianchini e Maitê Proença
- Diálogo, 1983, TV Manchete, apresentado por Roberto D'Ávila
- Frente a Frente, 1983, TV Manchete, apresentado por Salomão Schwartzman
- Primeiro Time, 1983, TV Manchete, apresentado por Paulo Stein
- Persona, 1984, TV Manchete, apresentado por Roberto D'Ávila
- Conexão Internacional, 1984, TV Manchete, apresentado por Roberto D'Ávila
- Programa de Domingo, 1984, TV Manchete, apresentado por Ronalldo Rosas, Cláudia Abreu, Paulo Alceu
- O Advogado do Diabo, 1984, TV Manchete, apresentado por Roberto Maya
- Cara a Cara, 1984, TV Bandeirantes, apresentado por Marília Gabriela
- Bandeira 2, 1984, TV Bandeirantes, programa matinal com Ney Gonçalves Dias
- Investigação Nacional, 1984, TV Bandeirantes, apresentado por Sérgio Motta Mello
- Jornal de Vanguarda, segunda fase, 1984, TV Bandeirantes, apresentado por Dóris Giesse
- Canal Livre, terceira fase, vespertina, 1984, TV Bandeirantes, apresentado por Silvia Poppovic
- Sucesso, 1984, TV Bandeirantes, apresentado por João Dória Jr.
- Dinheiro, 1984, TV Bandeirantes, apresentado por Luís Nassif
- Vídeo em Manchete, 1985, TV Manchete, apresentado por Kátia Maranhão
- Tribunal do Povo, 1985, TVE
- Toque de Bola, 1986, TV Manchete, apresentado por Paulo Stein
- Mulher 87, 1987, TV Manchete, apresentado por Celene Araújo, Astrid Fontenelle e Xênia Bier
- Manchete Primeira Mão, 1988, TV Manchete, apresentado por Paulo Carvalho
- Encontro Marcado, 1988, TV Manchete, apresentado por Paulo Markun
- TJ Brasil, 1988, SBT, apresentado por Boris Casoy
- No Palco da Manchete, 1989, TV Manchete, apresentado por Leila Richers
- Momento Econômico, 1991, TV Manchete, apresentado por Salomão Schwartzman
- Câmera Manchete, 1993, TV Manchete, apresentado por Ronalldo Rosas
- Manchete Primeira Mão, segunda fase, 1993, TV Manchete, apresentado por Ronalldo Rosas
- Na Rota do Crime, 1994, TV Manchete, apresentado por Marcos Waimberg
- Primeiro Time, segunda fase, 1994, TV Manchete, apresentado por Milton Jung, Ferreira Martins, Cláudio Bojunga, Denise Campos de Toledo e Washington Rodrigues
- Programa de Domingo, 1994, TV Manchete, apresentado por Kátia Maranhão e Carlos Batista
- O Marajá, 1994, TV Manchete, minissérie sobre Fernando Collor de Mello impedida de ir ao ar
- Família Brasil, 1995, TV Manchete, sitcom diário escrito por Regina Braga
- Bate Boca, 1995, TV Manchete, apresentado por Solange Bastos
- Os Médicos, 1995, TV Manchete, apresentado por Ana Bentes Bloch
- Manchete Verdade, 1996, TV Manchete, apresentado por Ronalldo Rosas
- O Grande Júri, 1996, TV Manchete, apresentado por José Carlos Cataldi
- Programa de Domingo, terceira fase, 1997, TV Manchete, apresentado por Augusto Xavier, Marcos Waimberg e Georgia Wortmann
- Manchete Primeira Mão, terceira fase, 1998, TV Manchete, apresentado por Berto Filho
- Primeiro Time, 1999, TVE, apresentado por Ronaldo Rosas
- Edição Nacional, 2001, TVE, apresentado por Leila Richers
- A Verdade de Cada Um, 2001, TVE, apresentado por Sargentelli
- Olhar 2001, TVE, apresentado por Lúcia Leme
- A Vida é um Show, 2001, TVE, apresentado por Miéle e Cláudio Lins